# Grace Lee Whitney
Grace Lee Whitney, född Mary Ann Chase den 1 april 1930 i Ann Arbor i Michigan, död 1 maj 2015 i Coarsegold i Kalifornien, var en amerikansk skådespelare. Hon är bland annat känd för att ha spelat rollen som Janice Rand i Star Trek.

## Filmografi i urval
- 1953 – Vaxkabinettet
- 1959 – I hetaste laget
- 1962 – Fickan full av flax
- 1963 – Irma la Douce
- 1979 – Star Trek
- 1984 – Star Trek III
- 1986 – Star Trek IV – Resan hem
- 1991 – Star Trek VI – The Undiscovered Country